# Haltestelle St. Ottilien
Die Haltestelle St. Ottilien ist ein Haltepunkt der Ammerseebahn von Mering nach Weilheim. Sie liegt beim Kloster Sankt Ottilien in der oberbayerischen Gemeinde Eresing. Die Station besitzt ein Bahnsteiggleis. In St. Ottilien halten täglich etwa 50 Züge der Bayerischen Regiobahn (BRB).
Die Haltestelle St. Ottilien wurde am 30. Juni 1898 an der zeitgleich eröffneten Ammerseebahn in Betrieb genommen. Sie ist die einzige Bahnstation in Deutschland, die seit ihrer Eröffnung und bis heute nur der Anbindung eines Klosters dient. 1967 wurde die Station von der Haltestelle zum Haltepunkt zurückgestuft. Das 1939 errichtete Empfangsgebäude steht unter Denkmalschutz.

## Lage
Der Haltepunkt St. Ottilien befindet sich etwa zwei Kilometer nordöstlich der Ortsmitte von Eresing östlich des Klosters Sankt Ottilien. Das Empfangsgebäude steht westlich des Streckengleises und hat die Adresse Am Bahnhof 1. Nördlich des Haltepunkts überquert die Straße nach Türkenfeld und Pflaumdorf mit einer Brücke die Bahnstrecke. Die alte Bruchsteinbrücke wurde im Juli 1992 abgerissen und durch eine neue Stahlkonstruktion ersetzt. Am südlichen Bahnsteigende befand sich bis 1992 ein beschrankter Bahnübergang der Straße nach Pflaumdorf. Nach dessen Stilllegung wurde an gleicher Stelle ein Fußgängerübergang eingerichtet. Westlich des Empfangsgebäudes liegt der 1945 errichtete Jüdische Friedhof Sankt Ottilien.
Die Ammerseebahn von Mering über Geltendorf und Dießen nach Weilheim ist eine eingleisige und nicht elektrifizierte Hauptbahn. Sie wird von der Deutschen Bahn als Kursbuchstrecke 985 Augsburg–Weilheim geführt.

## Geschichte
Erste Überlegungen zum Bau einer Bahnstrecke von Augsburg über Mering an das Westufer des Ammersees und weiter in Richtung Alpen gab es bereits in den 1870er Jahren. 1886 wurde die Projektierung einer Lokalbahn von Augsburg nach Dießen genehmigt. Ursprünglich sollte die Strecke die Bahnstrecke München–Buchloe in Türkenfeld kreuzen. Da es dort Schwierigkeiten beim Grunderwerb gab, überzeugte das Kloster Sankt Ottilien die Augsburger Eisenbahndirektion, die Strecke über Sankt Ottilien zu führen und den Kreuzungsbahnhof mit der Strecke München–Buchloe in Geltendorf einzurichten. Zusätzlich zum etwa 1,5 Kilometer entfernten Kreuzungsbahnhof Geltendorf forderte das Kloster einen Haltepunkt direkt in Sankt Ottilien. Da das Kloster bereit war, für die dadurch entstehenden Mehrkosten aufzukommen, wurde die Haltestelle Sankt Ottilien in die Planung aufgenommen und der zuvor geplante Haltepunkt Pflaumdorf einen Kilometer weiter südlich gestrichen. Im Herbst 1896 wurde mit dem Bau der als Ammerseebahn bezeichneten Strecke von Mering nach Weilheim begonnen.

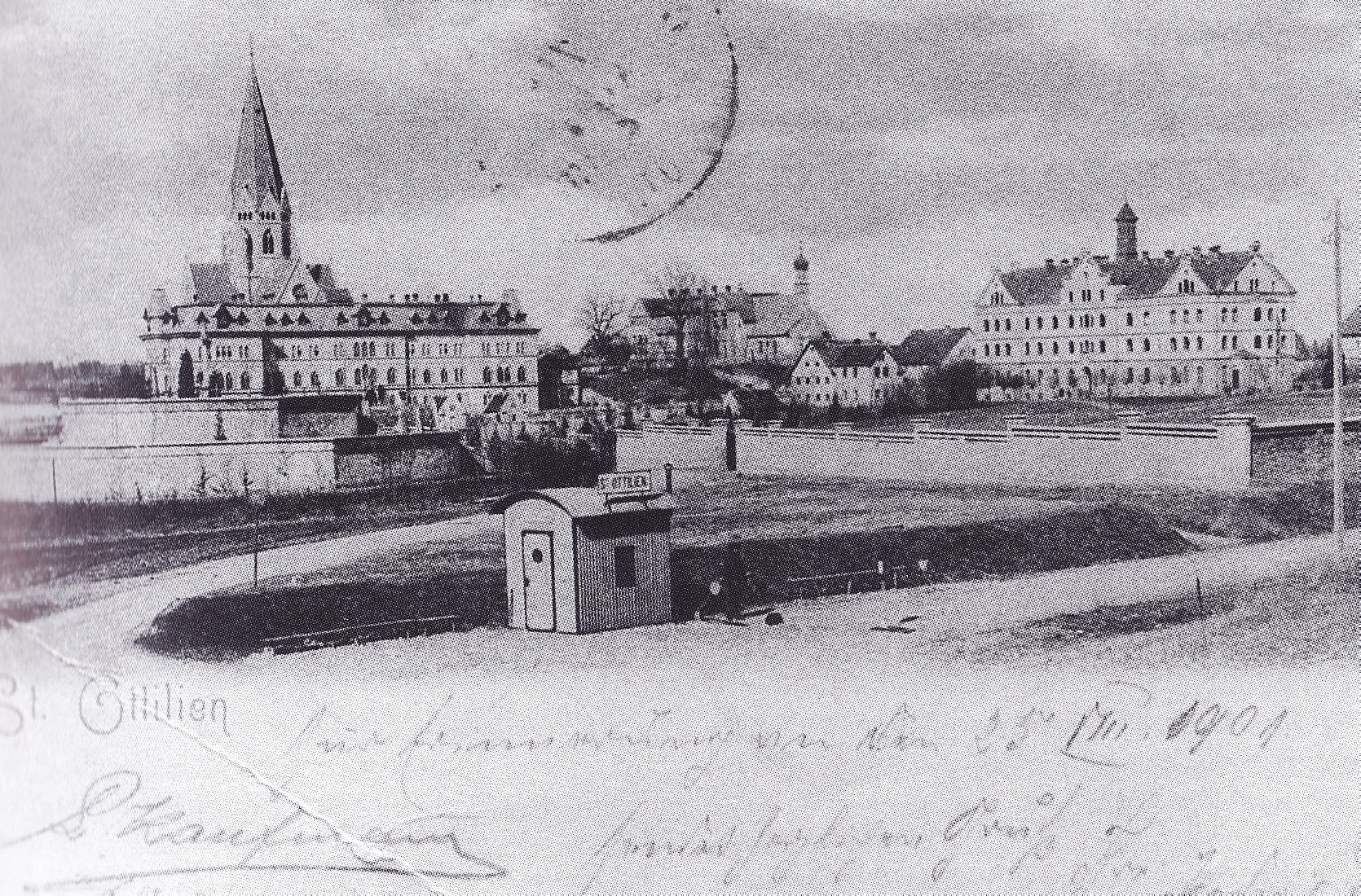
Haltepunkt St. Ottilien mit der als Stationsgebäude dienenden Wellblechhütte im Jahr 1900

Am 30. Juni 1898 nahmen die Königlich Bayerischen Staatseisenbahnen das Teilstück von Mering nach Schondorf mit der Haltestelle St. Ottilien in Betrieb. Die Verlängerung nach Weilheim folgte am 23. Dezember desselben Jahres. Die Haltestelle bestand anfangs nur aus dem durchgehenden Hauptgleis mit Schüttbahnsteig und einem in Richtung Greifenberg abzweigenden Ladegleis. Als Stationsgebäude diente eine einfache Wellblechhütte neben dem Streckengleis.
1913 wurde die Ammerseebahn aufgrund des steigenden Verkehrs von der Lokalbahn zur Hauptbahn erhoben. Dem stark gestiegenen Verkehrsaufkommen im Ersten Weltkrieg war die bisherige Bahnstation nicht mehr gewachsen. Die Station erhielt 1914 einen befestigten Bahnsteig, der lang genug war, um Lazarettzüge aufnehmen zu können. Gleichzeitig errichteten die Bayerischen Staatsbahnen ein hölzernes Empfangsgebäude mit Walmdach, das die bisherige Wellblechhütte weitgehend ersetzte. Nördlich davon entstanden ein provisorischer Güterschuppen aus einem umgebauten Wagenkasten und einige kleinere Nebenbauten.
1922 errichtete die Gruppenverwaltung Bayern der Deutschen Reichsbahn südlich des Empfangsgebäudes ein zweigeschossiges Wohnhaus für das Bahnpersonal, das mit einem steilen Satteldach, Fledermausgauben und einem Kranzgesims versehen ist. Nach 1925 erhielt das hölzerne Empfangsgebäude einen Stellwerksvorbau, sodass die Wellblechhütte vollständig wegfallen konnte.
1939 wurde die Haltestelle St. Ottilien ein zweites Mal im größeren Umfang umgebaut. Die Deutsche Reichsbahn errichtete ein neues gemauertes Empfangsgebäude im Heimatstil mit Satteldach, Uhrtürmchen, offener Wartehalle und einem angebauten Güterschuppen. Das Holzgebäude und der provisorische Güterschuppen wurden abgebaut. Die Reichsbahn veränderte außerdem die Lage des Ladegleises, das fortan in Richtung Geltendorf abzweigte.
1967 stellte die damalige Deutsche Bundesbahn (DB) den Güterverkehr in Sankt Ottilien ein und legte das Ladegleis still. Die Haltestelle wurde somit betrieblich zum Haltepunkt. 1969 plante die Bundesbahndirektion Augsburg die Schließung des beschrankten Bahnübergangs an der Straße nach Pflaumdorf im Süden des Haltepunkts. Die Gemeinde Eresing und die Erzabtei Sankt Ottilien lehnten dies jedoch ab. Dennoch schränkte die DB ab 1. Dezember 1970 den Schrankendienst ein, sodass der Bahnübergang nur noch werktags von 7 bis 12 Uhr befahrbar war. Einen weiteren Vorstoß der DB zur vollständigen Sperrung des Übergangs lehnte die Gemeinde 1976 erneut ab. Nach der Sanierung der nördlich des Haltepunkts gelegenen Brücke wurde der Bahnübergang am 21. Dezember 1992 schließlich stillgelegt und durch einen Fußgängerübergang ersetzt.
Mitte 1999 nahm die Deutsche Bahn den ersten Fahrkartenautomaten in St. Ottilien in Betrieb. Im Oktober 2002 stellte die DB den Fahrkartenverkauf am Schalter ein und schloss das Empfangsgebäude. 2003 wurde der alte Hausbahnsteig von 1914 durch einen barrierefreien Hochbahnsteig ersetzt, der im Juni 2004 eröffnet wurde. Während des Umbaus richtete die DB einen provisorischen Behelfsbahnsteig ein.

## Aufbau

### Empfangsgebäude

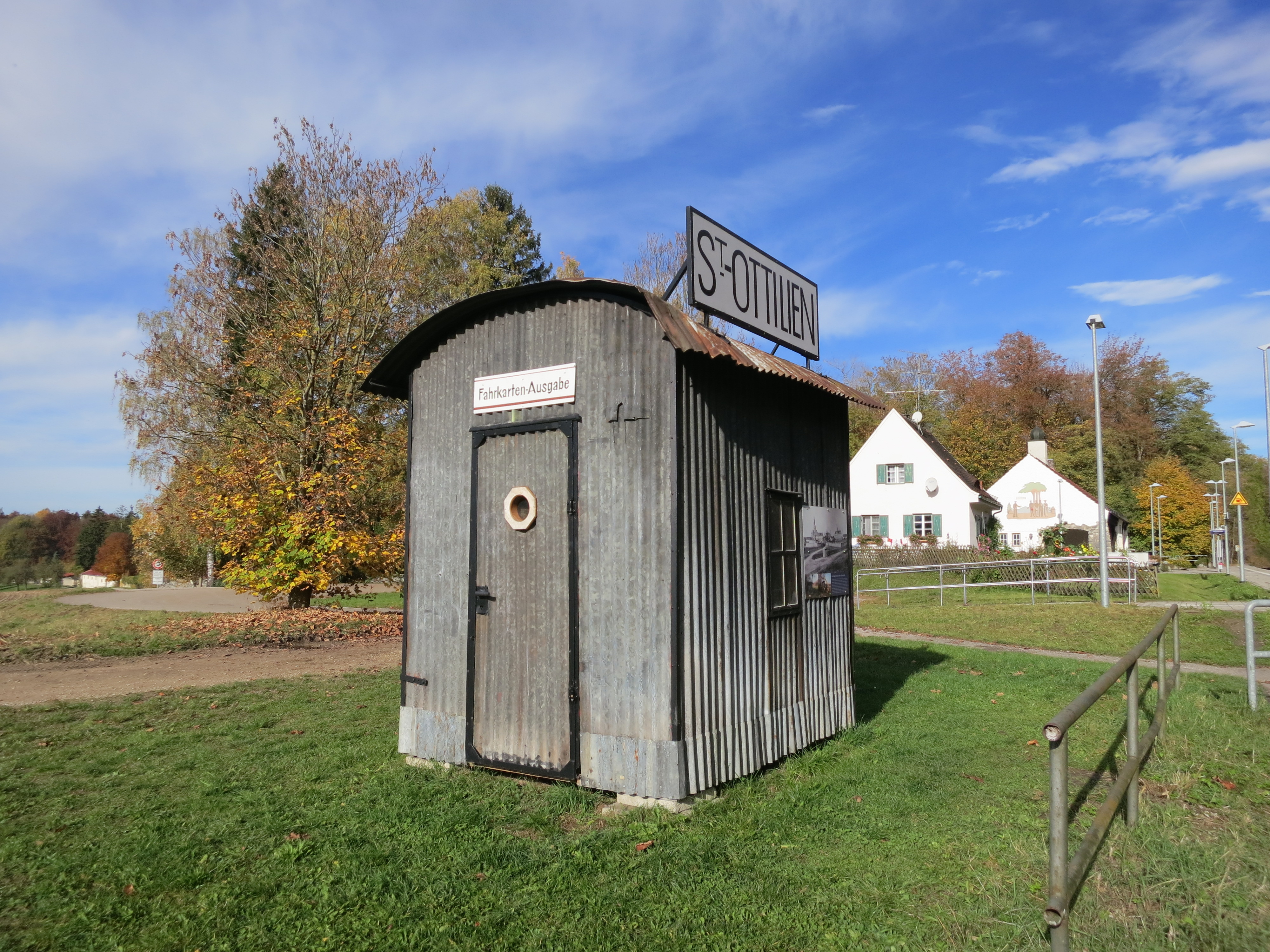
Restaurierte Wellblechhütte 2013

Das erste Stationsgebäude von St. Ottilien war eine einfache Wellblechhütte, die dem Fahrkartenverkauf und als Dienstraum diente. Mit dem Bau des hölzernen Empfangsgebäudes 1914 wurde die Wellblechhütte weitgehend ersetzt, blieb aber als Nebengebäude weiterhin am Bahnhof stehen. Nach 1925 wurde sie schließlich nicht mehr benötigt und an den Marienweg zwischen Geltendorf und Sankt Ottilien versetzt, wo sie bis in die 1980er Jahre als Pumpstation diente. 2001 wurde die Hütte von den Mönchen der Erzabtei St. Ottilien restauriert, wobei die feuerverzinkten Wellbleche bis auf einen schmalen Streifen im Bodenbereich der Hütte noch die Originalbleche aus dem Ursprungsjahr 1898 sind und lediglich gesäubert wurden. Nach der Restaurierung wurde die Hütte wieder am Haltepunkt Sankt Ottilien südlich des Bahnsteigs aufgestellt.
1914 errichteten die Bayerischen Staatsbahnen das erste befestigte Empfangsgebäude in St. Ottilien. Es handelte sich um einen kleinen eingeschossigen Holzbau mit Walmdach, der aus einem Verkehrs- und einem Dienstraum bestand. Zwischen 1925 und 1930 ergänzte die Deutsche Reichsbahn das Gebäude auf der Gleisseite um einen Stellwerksanbau, der den bisher im Freien befindlichen Stellhebel des Ladegleises aufnahm. 1939 wurde das Holzgebäude abgebaut und in veränderter Form in Eresing an der Hauptstraße wieder aufgebaut. Dort diente es als Geräteschuppen und wurde im April 1998 abgebrochen.

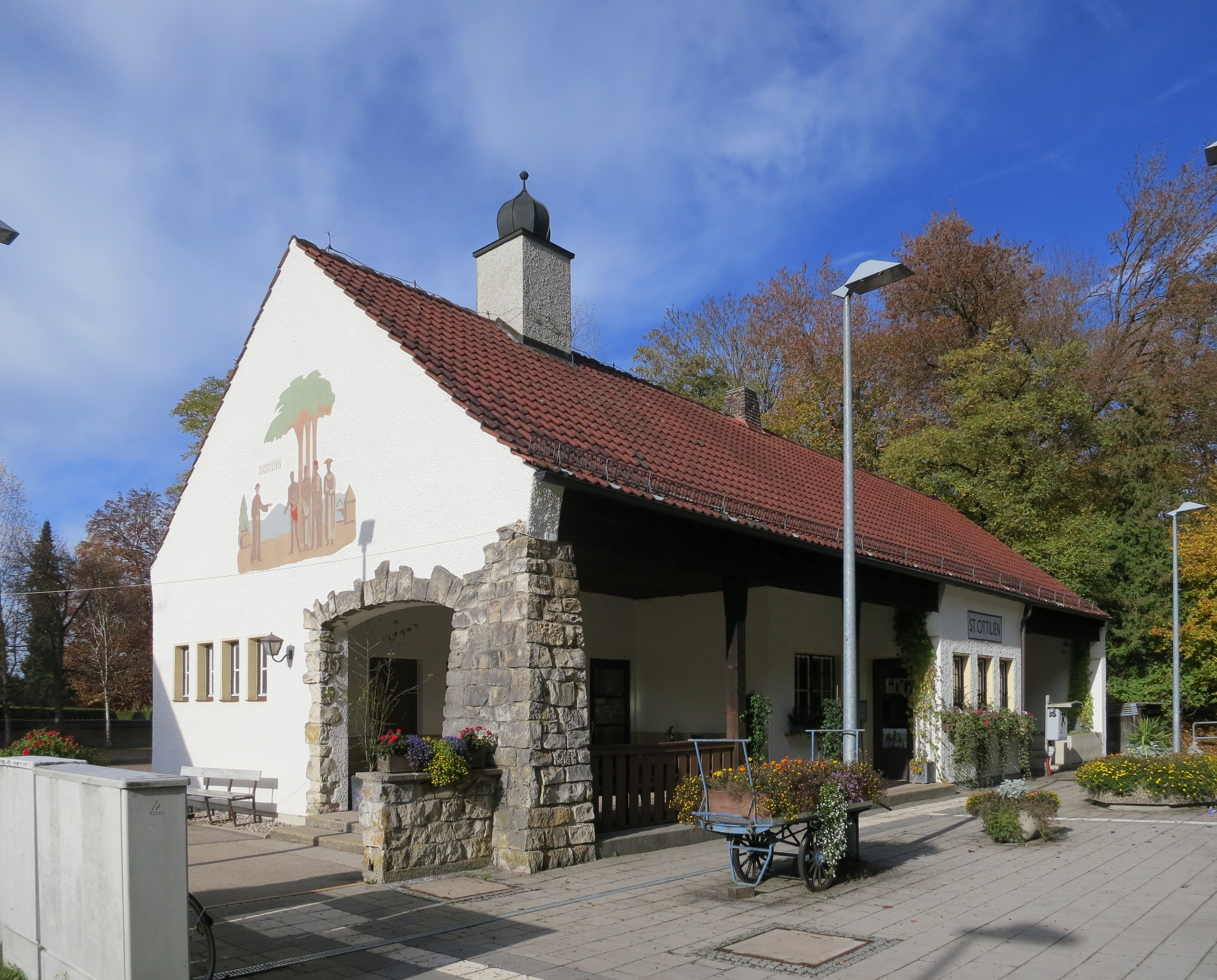
Empfangsgebäude mit offener Wartehalle von der Gleisseite

1939 errichtete die Deutsche Reichsbahn nördlich des Holzgebäudes das dritte Empfangsgebäude von St. Ottilien, das heute unter Denkmalschutz steht. Es ähnelt in der Bauweise dem ein Jahr zuvor eröffneten Gebäude in Riederau. Es ist ein eingeschossiger gemauerter Bau mit Satteldach, der im Heimatstil gehalten ist. Das Gebäude bestand bis zu seiner Schließung aus einem Warteraum mit Fahrkartenschalter, einem Dienstraum und einer nördlich anschließenden Güterhalle mit beidseitigen Laderampen. Im Süden des Gebäudes befindet sich ein halboffener Warteraum, der ebenfalls durch das Satteldach überdeckt wird. An der südöstlichen Ecke der Wartehalle wird das Dach durch einen mächtigen Bruchsteinpfeiler gestützt, an den sich auf der südlichen Gebäudeseite ein flacher Torbogen aus Bruchstein anschließt. Die Wartehalle ist in offener Holzbalkenkonstruktion ausgeführt. Früher war die Wartehalle durch eine hölzerne Bahnsteigsperre vom Bahnsteig abgetrennt, die heute zum Teil noch vorhanden ist. Am Südgiebel des Gebäudes war ursprünglich ein Wandgemälde angebracht, das vier Männer und Frauen bei der Getreideernte zeigte. In den 1950er Jahren wurde es durch ein neues Motiv ersetzt, das einen Missionar in einem afrikanischen Dorf darstellt. Auf dem Dach des Gebäudes befindet sich ein Dachreiter mit einer mit Holzschindeln gedeckten Zwiebelhaube. Das viereckige Türmchen trug ursprünglich auf jeder Seite eine Uhr und stellte mit Malereien die vier Jahreszeiten dar. In den 1950er Jahren wurden die Uhren vereinfacht und schließlich ganz entfernt. Im Oktober 2002 schloss die DB den Fahrkartenschalter und die Wartehalle. Das nicht mehr benötigte Gebäude wurde an das Kloster Sankt Ottilien verkauft und stand bis März 2008 leer. Seit April 2008 befindet sich darin ein Fotostudio.

### Bahnsteig und Gleisanlagen

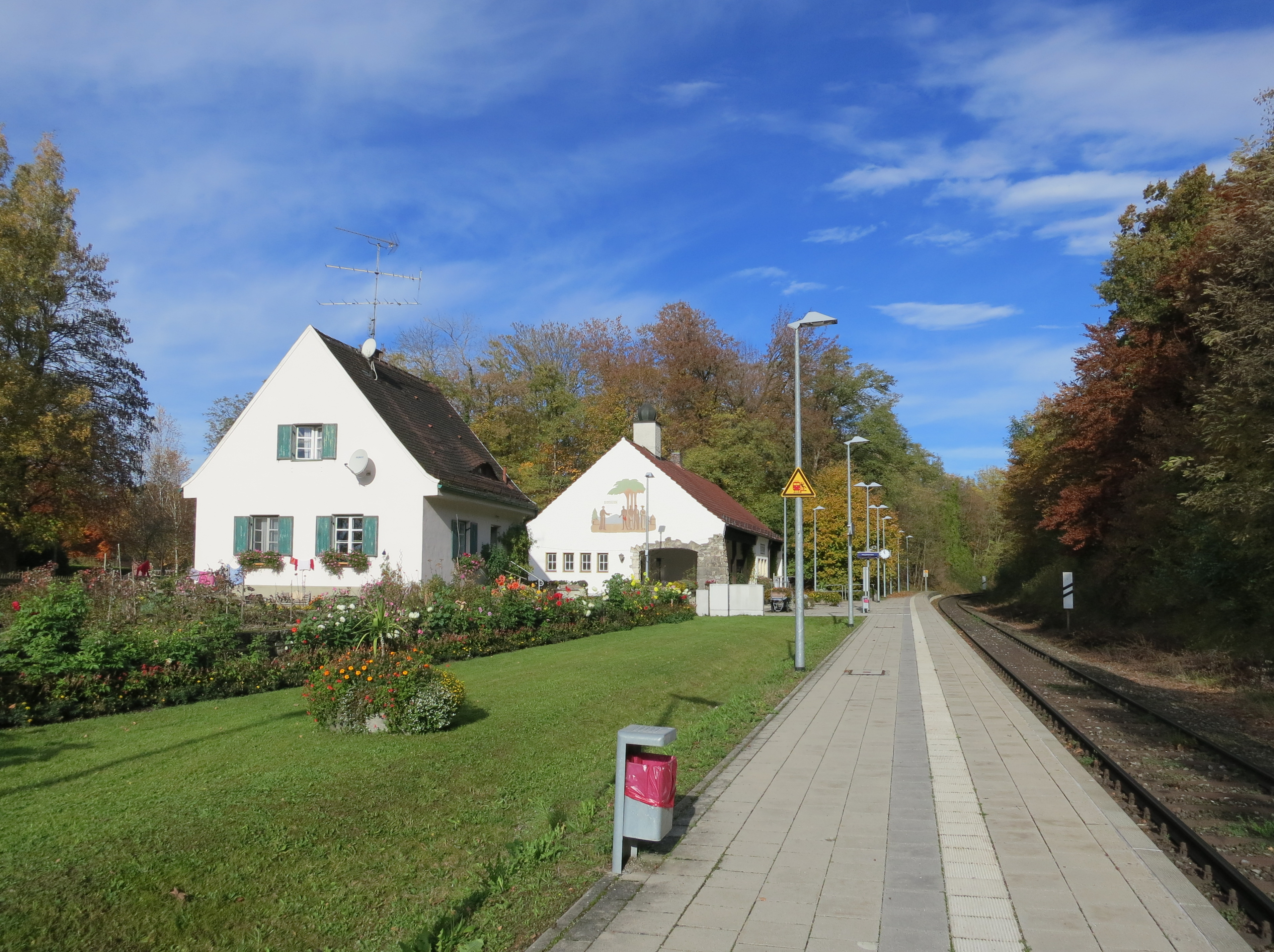
Bahnsteig, Bahnwohnhaus und Empfangsgebäude

Die Gleisanlagen der Haltestelle bestanden von Anfang an aus dem durchgehenden Hauptgleis mit Schüttbahnsteig und einem beidseitig ans Hauptgleis angebundenen Ladegleis mit Gleisstutzen an der Kopf- und Seitenrampe. Der Stellhebel für die Weiche des Ladegleises befand sich im Freien auf dem Bahnsteig. 1914 errichteten die Bayerischen Staatsbahnen einen befestigten 105 Meter langen Bahnsteig, der lang genug für Lazarettzüge war. 1939 veränderte die Deutsche Reichsbahn die Lage des Ladegleises, das fortan direkt vor dem Bahnwohnhaus abzweigte und nur noch einseitig in Richtung Geltendorf angebunden war. 1967 wurde das Ladegleis stillgelegt und in der Folgezeit abgebaut, sodass die Haltestelle zum Haltepunkt wurde. Von Herbst 2003 bis zum 27. Juni 2004 errichtete die Deutsche Bahn einen neuen barrierefreien 55 Zentimeter hohen und 121 Meter langen Bahnsteig. Dabei wurden die aus den 1930er Jahren stammenden Bahnsteiglampen mit Zierdorn und geschwungenem Ausleger durch moderne Lampen ersetzt. Der Bahnhof von Sankt Ottilien verfügte nie über Hauptsignale.

## Verkehr

### Personenverkehr

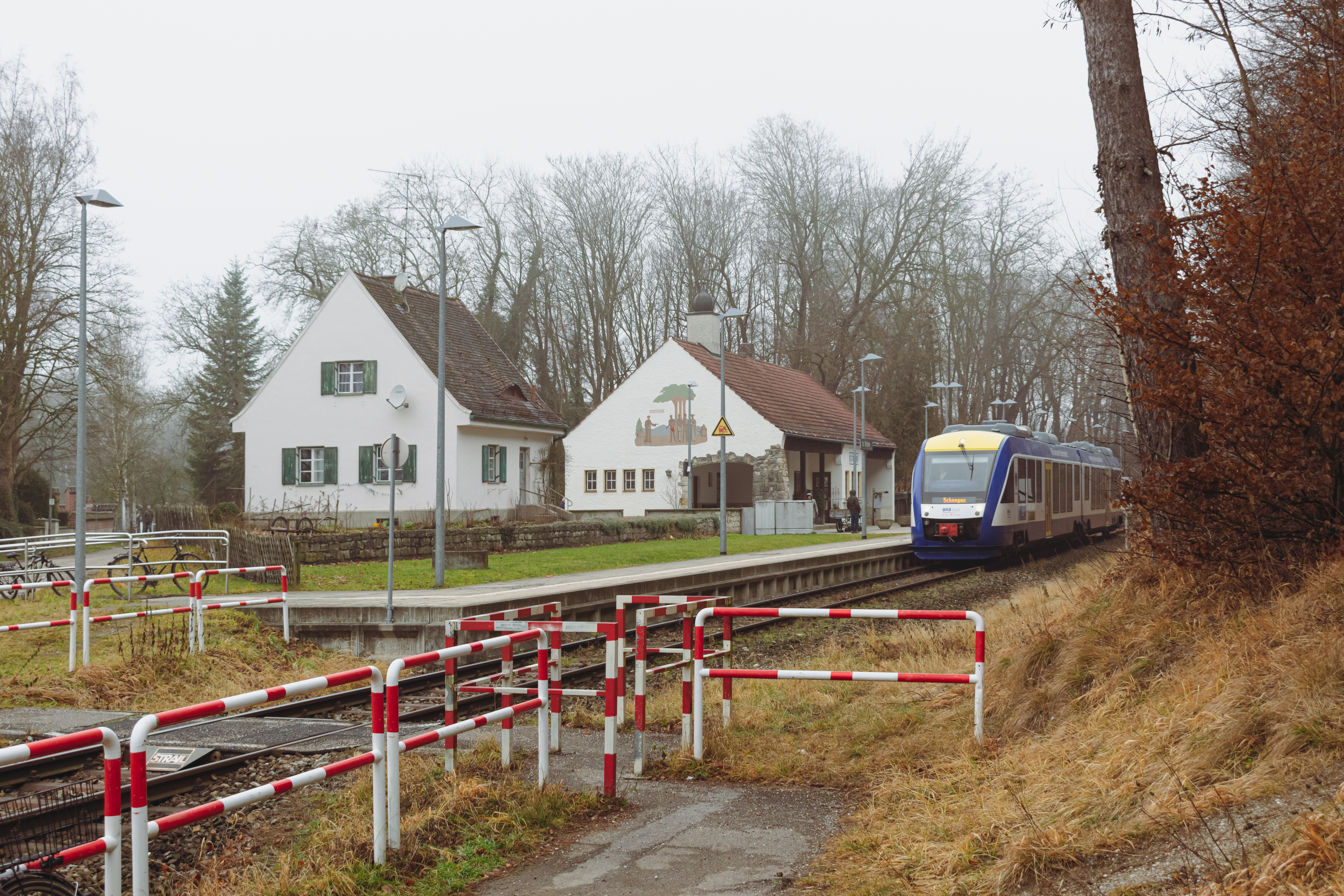
Haltestelle St Ottilien mit Zug

Ab dem 24. Dezember 1898 hielten Personenzüge zwischen Mering und Weilheim in St. Ottilien. Da das Verkehrsaufkommen des Klosters verhältnismäßig gering war, wurde die Haltestelle von einigen Personenzügen und von den ab 1913 verkehrenden Eilzügen ohne Halt durchfahren. 1939 hielten in Richtung Weilheim neun und in Richtung Mering sieben Personenzüge in St. Ottilien. Nach dem Zweiten Weltkrieg wurde die Anzahl der in St. Ottilien haltenden Züge zunehmend erhöht. Infolge von Rationalisierungen ersetzte die DB in den 1980er Jahren jedoch viele Nahverkehrszüge durch Eilzüge, wodurch die Anzahl der Halte wieder sank. So hielten 1990 nur noch vier Nahverkehrszüge in St. Ottilien. Mit dem Werdenfels-Takt führte die Deutsche Bahn zum Sommerfahrplan 1995 den Stundentakt auf der Ammerseebahn ein.
Seit dem 14. Dezember 2008 verkehren im Stundentakt Züge der Bayerischen Regiobahn (BRB) von Augsburg-Oberhausen nach Weilheim oder Schongau, die mit Dieseltriebwagen des Typs LINT 41 gefahren werden. In der Hauptverkehrszeit setzt die BRB im Stundentakt zusätzliche Verstärkerzüge, teilweise nur zwischen Geltendorf und Peißenberg ein, die auf diesem Abschnitt einen Halbstundentakt herstellen. Heute wird der Haltepunkt werktags hauptsächlich durch den Schülerverkehr aus der Umgebung frequentiert.

### Güterverkehr
Die Haltestelle St. Ottilien hatte durch seine Lage am Kloster ein vielfältiges Güterverkehrsaufkommen. Jährlich wurden zum Beheizen des Klosters bis zu 40 Wagenladungen Kohle aus Castrop-Rauxel angeliefert. Im Stückgutverkehr fuhren Güterwagen aus Sankt Ottilien zu den Überseehäfen in Hamburg und Bremen. Bis in die 1960er Jahre bediente die DB den Bahnhof im Nahgüterverkehr mit einem „Sammler“, der an allen Stationen der Strecke Wagen zustellte oder abholte. In den 1950er Jahren verlagerte sich der Güterverkehr zunehmend auf die Straße und wurde schließlich mit dem Ende der Kohlelieferungen 1967 ganz eingestellt.